# Solieria varipes
Solieria varipes là một loài ruồi trong họ Tachinidae.